# Липовљани
Липовљани су насељено место и средиште општине у Сисачко-мославачкој жупанији, Република Хрватска.

## Историја
До нове територијалне организације налазили су се у саставу бивше општине Новска.

## Становништво
На попису становништва 2011. године, општина Липовљани је имала 3.455 становника, од чега у самим Липовљанима 2.260.

### Попис 2001.
По попису из 2001. године, општина Липовљани је имала 4.101 становника, распоређених у 4 насељена места, од тога је у самим Липовљанима живело 2.777 становника.

### Попис 1991.
До нове територијалне организације, општина Липовљани се налазила у саставу бивше велике општине Новска. Национални састав општине Липовљани, по попису из 1991. године је био следећи:
| година пописа | укупно | Хрвати         | Срби       | Југословени | остали       |
| ------------- | ------ | -------------- | ---------- | ----------- | ------------ |
| 1991          | 3.866  | 2.832 (73,25%) | 77 (1,99%) | 88 (2,27%)  | 869 (22,47%) |

### Липовљани (насељено место), национални састав
На попису становништва 1991. године, насељено место Липовљани је имало 2.430 становника, следећег националног састава:
| Попис 1991.‍   | Попис 1991.‍  | Попис 1991.‍ | Попис 1991.‍ | Попис 1991.‍ |
| ------------- | ------------ | ----------- | ----------- | ----------- |
|               |              |             |             |             |
| Хрвати        | Хрвати       |             | 1.595       | 65,63%      |
| Украјинци     | Украјинци    |             | 250         | 10,28%      |
| Словаци       | Словаци      |             | 175         | 7,20%       |
| Чеси          | Чеси         |             | 112         | 4,60%       |
| Југословени   | Југословени  |             | 81          | 3,33%       |
| Срби          | Срби         |             | 51          | 2,09%       |
| Мађари        | Мађари       |             | 16          | 0,65%       |
| Италијани     | Италијани    |             | 11          | 0,45%       |
| Муслимани     | Муслимани    |             | 11          | 0,45%       |
| Албанци       | Албанци      |             | 8           | 0,32%       |
| Русини        | Русини       |             | 7           | 0,28%       |
| Пољаци        | Пољаци       |             | 2           | 0,08%       |
| Словенци      | Словенци     |             | 2           | 0,08%       |
| Македонци     | Македонци    |             | 1           | 0,04%       |
| Руси          | Руси         |             | 1           | 0,04%       |
| остали        | остали       |             | 2           | 0,08%       |
| неопредељени  | неопредељени |             | 54          | 2,22%       |
| регион. опр.  | регион. опр. |             | 1           | 0,04%       |
| непознато     | непознато    |             | 50          | 2,05%       |
| укупно: 2.430 |              |             |             |             |